# Cavalla (U-Boot, 1944)
Die Cavalla, auch USS Cavalla, (Kennungen: SS-244, später SSK-244 und AGSS-244) war ein U-Boot der United States Navy und gehörte zur Gato-Klasse.

## Geschichte
Die Cavalla wurde im März 1943 bei Electric Boat auf Kiel gelegt und lief nach acht Monaten Bauzeit von Stapel. Ende Februar 1944 wurde das Boot in Dienst gestellt.
Am 9. Mai erreichte die Cavalla Pearl Harbor, unterlief dort eine kurze Instandsetzung und lief am 31. Mai in westlicher Richtung aus, in die Gewässer östlich der Philippinen. Auf dem Weg dorthin fasste sie am 17. Juni eine japanische Kampfgruppe auf und verfolgte sie mehrere Stunden. Dann setzte die Cavalla eine Kontaktmeldung ab und half damit, den Sieg in der Schlacht in der Philippinensee am 19. und 20. Juni zu sichern. Am 19. Juni entdeckte das Boot den japanischen Flugzeugträger Shōkaku, dessen Flugzeuge gerade landeten. Die Cavalla schoss sechs Torpedos ab, von denen drei trafen und das Schiff versenkten. Drei japanischen Zerstörern, die mit Wasserbomben antworteten, entkam das Boot.
Der zweite Einsatz im September fand in der Philippinensee statt. Die Cavalla war dort Teil eines „Wolf Pack“, einer Gruppe von drei U-Booten, die im Gegensatz zu den deutschen „Wolfsrudeln“ permanent gemeinsam operierten, und half bei der Invasion von Peleliu. Ende des Jahres 1944 versenkte das Boot den japanischen Zerstörer Shimotsuki und entkam einem Schwesterschiff des Versenkten. Am 5. Januar 1945 griff die Cavalla einen Konvoi an und versenkte zwei Tender.
Die vierte und fünfte Fahrt fanden in der südchinesischen und der Javasee statt. Am 21. Mai 1945 fasste die Cavalla das britische Unterseeboot Terrapin auf, das schwer beschädigt war und nicht mehr tauchen konnte. Gemeinsam erreichten die beiden U-Boote am 27. Mai Fremantle.
Den Waffenstillstand erlebte die Cavalla vor Japan. Kurz nachdem sie die Meldung empfangen hatte, wurde das Boot von einem japanischen Flugzeug angegriffen, jedoch nicht beschädigt. Am 31. August lief die Cavalla in die Bucht von Tokio ein und erlebte die Unterzeichnung der Kapitulationserklärung Japans so direkt mit. Am 3. September lief das Boot aus und erreichte New London am 8. Oktober, wo sie im März 1946 der Reserveflotte angegliedert wurde.
Am 10. April 1951 wurde die Cavalla wieder in Dienst gestellt und nahm an mehreren Übungen in der Karibik und vor Neuschottland teil. Am 3. September 1952 wurde das Boot wieder außer Dienst gestellt und auf seiner Bauwerft bei Electric Boat in ein Jagd-U-Boot umgebaut. Es erhielt die neue Kennung „SSK-244“. Die Wiederindienststellung fand am 15. Juli 1953 statt. Ihr neues Sonar machte sie zu einer geeigneten Testplattform, so dass sie ab 1954 mehrere Tests durchführte. 1959 wurde die Kennung wieder in „SS-244“ geändert.
Am 3. November 1961 unterstützte das Diesel-U-Boot das Atom-U-Boot Thresher mit Strom. An Bord der Thresher war der Reaktor heruntergefahren und der Dieselgenerator ausgefallen, so dass das Boot keinen Strom mehr bekam. Da dabei auch die Ventilation ausgefallen war, erreichte das Innere Temperaturen von über 60 °C, bis ein Stromkabel von der Cavalla wieder für Energie auf dem Atom-U-Boot sorgte. Im Juli 1963 wurde die Cavalla schließlich als Hilfs-U-Boot („Auxiliary Submarine“) eingestuft und erhielt die Kennung „AGSS-244“. Ende 1969 erfolgte schließlich die Außerdienststellung. Anfang 1971 wurde die Cavalla auf die Pelican Island nahe Galveston, Texas, geschleppt und liegt dort als Museumsschiff im „Seawolf Park“.